# Indische Cricket-Nationalmannschaft in den West Indies in der Saison 2016
Die Tour der indischen Cricket-Nationalmannschaft in die West Indies in der Saison 2016 fand vom 21. Juli bis zum 28. August 2016 statt. Die internationale Cricket-Tour war Bestandteil der Internationalen Cricket-Saison 2016 und umfasste vier Tests und zwei Twenty20s. Indien gewann die Test-Serie mit 2–0, während die West Indies die Twenty20-Serie mit 1–0 gewannen.

## Vorgeschichte
Die West Indies bestritten zuvor ein Drei-Nationen-Turnier, während Indien eine Tour in Simbabwe absolvierte. Das letzte Aufeinandertreffen bei einer Tour der beiden Mannschaften fand in der Saison 2014/15 in Indien statt.
Im Juli wurden Gespräche der beiden Verbände bekannt neben der geplanten Test-Serie auch bis zu drei Twenty20 in den USA auszutragen. Anstatt des sonst üblichen amerikanischen Verbandes USA Cricket Association musste der Weltverband ICC seine Zustimmung geben, da dieser den nationalen Verband im Jahr 2015 suspendiert hatten. Größtes Hindernis war dabei, rechtzeitig US-Visa für die Mannschaften zu erhalten, da vor allem indische Staatsbürger für den Prozess bis zu sechs Wochen benötigen. Am 2. August 2016 wurde die Ansetzung von zwei Twenty20-Spielen bestätigt und erklärt, dass die West Indies an einem jährlichen Event in Lauderhill interessiert wären.

## Stadien
Die folgenden Austragungsorte wurden für die Tour vorgesehen und am 2. Juni 2016 bekanntgegeben.
| Stadt         | Land                | Stadion                       | Kapazität | Spiele      |
| ------------- | ------------------- | ----------------------------- | --------- | ----------- |
| Gros Islet    | Saint Lucia         | Beausejour Stadium            | 20.000    | 3. Test     |
| Kingston      | Jamaika             | Sabina Park                   | 20.000    | 2. Test     |
| North Sound   | Antigua und Barbuda | Sir Vivian Richards Stadium   | 10.000    | 1. Test     |
| Port of Spain | Trinidad und Tobago | Queen’s Park Oval             | 25.000    | 4. Test     |
| Lauderhill    | USA                 | Central Broward Regional Park | 20.000    | 1. & 2. T20 |

## Kaderlisten
Indien benannte seinen Kader am 23. Mai und seinen Twenty20-Kader am 12. August 2016.
Die West Indies benannten ihren Test-Kader am 11. Juli und ihren Twenty20-Kader am 9. August 2016.
| Test | Test | Twenty20 | Twenty20 |
| West Indies | Indien | West Indies | Indien |
| --- | --- | --- | --- |
| - Jason Holder (K) - Kraigg Brathwaite (VK) - Devendra Bishoo - Jermaine Blackwood - Carlos Brathwaite - Darren Bravo - Rajendra Chandrika - Roston Chase - Miguel Cummins - Shane Dowrich (wk) - Shannon Gabriel - Shai Hope - Leon Johnson - Alzarri Joseph - Marlon Samuels | - Virat Kohli (K) - Ajinkya Rahane (VK) - Ravichandran Ashwin - Stuart Binny - Shikhar Dhawan - Ravindra Jadeja - Bhuvneshwar Kumar - Amit Mishra - Cheteshwar Pujara - KL Rahul - Wriddhiman Saha (wk) - Mohammed Shami - Ishant Sharma - Rohit Sharma - Shardul Thakur - Murali Vijay - Umesh Yadav | - Carlos Brathwaite (K) - Samuel Badree - Dwayne Bravo - Johnson Charles - Andre Fletcher - Chris Gayle - Jason Holder - Evin Lewis - Sunil Narine - Kieron Pollard - Andre Russell - Marlon Samuels - Lendl Simmons | - MS Dhoni (K, wk) - Ravichandran Ashwin - Stuart Binny - Jasprit Bumrah - Shikhar Dhawan - Ravindra Jadeja - Virat Kohli - Bhuvneshwar Kumar - Amit Mishra - Ajinkya Rahane - KL Rahul - Rohit Sharma - Mohammed Shami - Umesh Yadav |

## Tour Matches
| 9. – 10. Juli Scorecard | Basseterre | Indians 258-6d (93) | – | WICB President’s XI 281-7 (87) |
|                         |            | Remis               |   |                                |

| 14. – 16. Juli Scorecard | Basseterre | WICB President’s XI 180 (62.5) & 223-6 (86) | – | Indians 364 (105.4) |
|                          |            | Remis                                       |   |                     |

## Tests

### Erster Test in North Sound
| 21. – 24. Juli Scorecard | North Sound | Indien 566-8d (161.5)                        | – | West Indies 243 (90.2) & 231 (78) (f/o) |
|                          |             | Indien gewinnt mit einem Innings und 92 Runs |   |                                         |

### Zweiter Test in Kingston
| 30. Juli – 3. August Scorecard | Kingston | West Indies 196 (52.3) & 388-6 (104) | – | Indien 500-9d (171.1) |
|                                |          | Remis                                |   |                       |

### Dritter Test in Gros Islet
| 9. – 13. August Scorecard | Gros Islet | Indien 353 (129.4) & 217-7d (48) | – | West Indies 225 (103.4) & 108 (47.3) |
|                           |            | Indien gewinnt mit 237 Runs      |   |                                      |

### Vierter Test in Port of Spain
| 18. – 22. Juli Scorecard | Port of Spain | West Indies 62-2 (22) | – | Indien |
|                          |               | Remis                 |   |        |

Das Außenfeld war in den tagen vor dem Test stark vom Regen betroffen und so war das bespielen des Feldes nur in der ersten Session am ersten Tag möglich. Weiteres Spielen war in den Folgetagen trotz gutem Wetters nicht möglich, so dass es insgesamt der dritt-kürzeste Test der nicht abgesagt wurde war.

## Twenty20 Internationals

### Erstes Twenty20 in Lauderhill
| 27. August Scorecard | Lauderhill | West Indies 245-6 (20)        | – | Indien 244-4 (20) |
|                      |            | West Indies gewinnt mit 1 Run |   |                   |

### Zweites Twenty20 in Lauderhill
| 28. August Scorecard | Lauderhill | West Indies 143 (19.4) | – | Indien 15-0 (2) |
|                      |            | No Result              |   |                 |

Nach einem kurzen Regenschauer war das Außenfeld nach Meinung der Umpires zu nass um weiterspielen zu können und brachen das Spiel daher ab. Der west-indische Kapitän Carlos Brathwaite erklärte hinterher diese Einschätzung für korrekt, während der indische Kapitän MS Dhoni diesem nicht zustimmte.